# Labolips
Labolips är ett släkte av steklar som beskrevs av Förster 1856. Labolips ingår i familjen hyllhornsteklar.
Släktet innehåller bara arten Labolips innupta.